# After - Depois do Desencontro
After We Fell (bra/prt:After - Depois do Desencontro)  é um filme de romance estadunidense, da franquia After, baseado no best-seller da autora americana Anna Todd, com a direção de Castille Landon. O filme é estrelado por Josephine Langford e Hero Fiennes-Tiffin como Tessa Young e Hardin Scott.

## Sinopse
No momento em que Tessa toma a decisão mais importante da sua vida, tudo começa a desmoronar-se. Revelações inesperadas acerca daqueles que a rodeiam ameaçam o futuro. Fragilizada, Tessa procura o conforto de Hardin – o único capaz de apaziguar tudo num beijo – mas este enfurece-se quando descobre o segredo que ela esconde. 

## Elenco
- Josephine Langford como Theresa ''Tessa'' Young
- Hero Fiennes-Tiffin como Hardin Scott
- Arielle Kebbel como Kimberly Vance
- Stephen Moyer como Christian Vance
- Mira Sorvino como Carol Young
- Louise Lombard como Trish Daniels
- Carter Jenkins como Robert
- Chance Perdomo como Landon Gibson
- Rob Estes como Ken Scott
- Frances Turner como Karen Scott
- Kiana Madeira como Nora DeLaurentis
- Angela Sari como Lilian

## Produção

### Desenvolvimento
Em 3 de Setembro de 2020, a Voltage Pictures confirmou mais duas sequências de After.
A autora Anna Todd foi afastada da produção das sequências devido a conflitos com o estúdio. 

### Diretor
Em 9 de Setembro de 2020, foi divulgado que Castille Landon seria a responsável pela direção dos dois últimos filme da franquia.

### Elenco
Devido a Pandemia do Coronavírus, o estúdio teve que transferir as filmagens de Atlanta para a Bulgária e com isso, alguns atores precisaram deixar o elenco do filme e seus personagens sofreram Recast. Shane Paul McGuie que interpretou Landon Gibson nas produções anteriores foi substituído pelo ator Chance Perdomo. Karimah Westbrook que estava filmando a série All American do canal de televisão CW foi substituída pela atriz Frances Turner como Karen Scott, esse foi o segundo recast da personagem, que no primeiro filme foi interpretada pela Jennifer Beals. Charlie Weber interprete de Christian Vance foi substituído por Stephen Moyer. Selma Blair interprete de Carol Young foi substituída por Mira Sorvino. Candice King interprete de Kimberly Vance no segundo filme da franquia foi substituída por Arielle Kebbel. Em 29 de Outubro de 2020, Dylan Sprouse interprete de Trevor Matthews confirmou que não retornaria para as sequências.
Kiana Madeira, Carter Jenkins e Angela Sari foram adicionados no elenco como Nora DeLaurentis, Robert e Lilian. 

### Filmagens
After - Depois do Desencontro e seu sucessor After - Depois da Promessa foram gravados simultaneamente e as filmagens começaram em 4 de Outubro de 2020. A produção foi concluída em 18 de Dezembro de 2020.